# Illviðrahnúkur (bergstopp i Island, Norðurland eystra)
Illviðrahnúkur är en bergstopp i republiken Island. Den ligger i regionen Norðurland eystra, 260 km nordost om huvudstaden Reykjavík. Toppen på Illviðrahnúkur är 895 meter över havet, eller 245 meter över den omgivande terrängen. Bredden vid basen är 2,4 km.
Trakten runt Illviðrahnúkur är nära nog obefolkad, med mindre än två invånare per kvadratkilometer. Närmaste större samhälle är Siglufjörður, nära Illviðrahnúkur. Trakten runt Illviðrahnúkur består i huvudsak av gräsmarker.